# Вороже середовище
«Вороже середовище» (англ. Hostile Environment) — американський бойовик 2000 року.

## Сюжет
Токсичні відходи забруднили світову систему подачі питної води. Спеціально відібрана команда з кількох людей, здатна очистити цю систему, керує світом. Мінна віддає накази цій команді з гігантського військового корабля, примушуючи зневірених мешканців Землі обмінювати все найцінніше, що у них є, на мізерні порції води. Земні мешканці шукають вождя, який очолив би боротьбу проти тиранії.

## У ролях
- Бриджит Нільсен — Мінна
- Маттіас Хьюз — Майк Еріксон
- Даррен Шахлаві — Рокі
- Рошелль Суонсон — Дженіфер
- Інго Гіс — Ларс
- Войо Горіч — Белков
- Крістофер Кріса — Майро
- Грант Джеймс — Росток
- Роберт Д. Пархем — боєць 1
- Беннетт Вейн Дін ст. — працівник заводу (в титрах не вказаний)
- Тед Прайор — людина, що біжить 2 (в титрах не вказаний)